# KOF SKY STAGE
『KOF SKY STAGE』（ケーオーエフ スカイステージ）は、MOSSが開発し、SNKプレイモアから2010年1月22日に発売されたアーケードゲームである。ジャンルはシューティングゲーム。

## 概要
SNKの対戦型格闘ゲームシリーズである『ザ・キング・オブ・ファイターズ』のキャラクターを使用した縦スクロールのシューティングゲームである。「正闘派シューティング」と銘打たれている。プレイ感覚はアルファ・システムの『式神の城』シリーズに近い。KOFの主要キャラクターを操作し、現れる敵を倒していく。
1-3面のボスを撃破した後に、プレイヤーキャラクターを左か右のどちらかに寄せることで、次のステージのボスが変化する。一定の条件を満たすことで、真の最終ボスが出現するようになっている。
2人プレイモードもあり、協力プレイもしくは対戦プレイを選択できる(対戦プレイについては下記参照)。
2010年7月29日に発売のPSP用ソフト『ネオジオヒーローズ 〜アルティメット シューティング〜』にもカップリング収録された。
2010年9月15日には、Xbox 360のXbox LIVE アーケード用ソフトとしても配信。

## 操作
1レバーと3ボタン。ボタンは左からショット、必殺技、ボムに割り振られている。
ショットボタン
各キャラクターごとに性質の異なるショットを撃つ。押しっぱなしで連射になる。
必殺技ボタン
ボタンを押し続け、離すと押した長さに応じたレベルの必殺技が出る。必殺技にはレベルとゲージがあり、レベルの高い必殺技を放つと再使用までに時間がかかるようになっている。なお、必殺技ボタンを押し続けている間はショットは出ない。
ボムボタン
押した瞬間に敵の弾を消し、ダメージを与える。工場出荷設定で200万点、以降400万点エブリでボムエクステンド（最大5つまで）。

## 得点システム
- ザコ敵を破壊すると得点アイテムが出る。接近して撃破することで、銅、銀、金の色をしたボーナスアイテムが出るようになっている。
- 敵を連続して撃破するとコンボボーナスが加算される。
- ボスの体力を早く減らすと、時間に応じてボーナスがある。

## 挑発
スタートボタンを押すことで挑発が使用可能、道中で使用すると敵の攻撃が激化、ボス戦で使用すると敵の必殺技ゲージが増加するが、以下のメリットがある。
- 発動の瞬間に画面内の敵弾を消去
- 挑発効果発動中は敵の防御力低下
- ボーナスアイテムのランクが上昇

## プレイヤーキャラクター
- 草薙京 (拡散タイプ)
- 八神庵 (集中タイプ)
- クーラ・ダイアモンド (拡散タイプ)
- テリー・ボガード (集中タイプ)
- 不知火舞 (原点タイプ)
- 麻宮アテナ (集中タイプ)

## ボスキャラクター
ステージ2～4は、前ステージ終了時点のキャラクター位置が「左」or「右」にいるかにより変化する。
ステージ1
- 麻宮アテナ

ステージ2
- KUSANAGI または ツキノヨルオロチノチニクルフイオリ

ステージ3
- 荒れ狂う稲光のシェルミー または ルガール・バーンシュタイン
- クーラ・ダイアモンド　※1周目のみ

ステージ4
- 乾いた大地の社 または 吹き荒ぶ風のゲーニッツ

ステージ5
- 炎のさだめのクリス
- オロチ
- オメガ・ルガール ※2周目のみ

## 隠しボスと2周目
- ステージ3クリア時、「ステージ1～3のボスいずれかを必殺技で撃破」の条件を満たすと3面ボス撃破後にクーラ・ダイアモンドが登場する。
- ステージ5クリア時、「ステージ道中の手紙を全て集める」「ノーコンティニュー」の条件を全て満たすとオロチ撃破後に2周目へ突入

2周目でオロチを倒すと真ボスとしてオメガ・ルガールが登場する。

## 対戦プレイ
2人プレイでは協力プレイか対戦プレイを選択できる。
対戦プレイでは、相手よりも早くジャッジメントゲージを溜めることでラウンドごとの決着を付ける。ジャッジメントゲージは分配制で、片方のゲージが上がれば、片方のゲージが下がる。片方のゲージが100パーセントになればその時点でラウンドを制するが、ステージボスを倒しても達せなかった場合は、溜まったゲージの量で勝敗を決める。
ゲージを上げるには、相手より画面上方にいる、ボーナスアイテムを取る、相手に必殺技を当てる（または相手の必殺技をガードする）必要がある。敵に当たったり必殺技を受けると一定時間行動不能になる。なお、必殺技はガードボタン(ボムボタンの代わり)で防ぐことができる。